# Marilyn Black
Marilyn Black, född 20 maj 1944 i New South Wales, är en före detta australisk friidrottare.
Black blev olympisk bronsmedaljör på 200 meter vid sommarspelen 1964 i Tokyo.